# Robert Deloche
Pour les articles homonymes, voir Deloche.
Robert Deloche , né le 20 novembre 1909 à Lyon et mort le 12 mai 1988 à Antibes, est un résistant français, ancien maire de Joinville-le-Pont, homme politique et militant communiste franco-algérien.

## Militant communiste en région parisienne
Né le 20 novembre 1909 à Lyon (Rhône).
Ouvrier fourreur, il travaille en 1928 comme commis de bibliothèque au bureau d'édition du quotidien communiste L'Humanité, puis, en 1929, au service de propagande du Parti communiste. Il effectue son service militaire de 1929 à 1932, où il obtient le grade de brigadier de spahis. Il habite jusqu'en octobre 1935 à Saint-Maur-des-Fossés et milite au rayon (groupe local) du Parti communiste français de Champigny-sur-Marne (Seine). Sans emploi en 1932, il crée le Comité des chômeurs de Champigny-sur-Marne puis trouve à nouveau un emploi de fourreur, mais le perd pour avoir pris part à une grève. En février 1933, il est élu trésorier adjoint du syndicat unitaire des ouvriers fourreurs en confection de la Seine. Il était membre du Comité de Saint-Maur de lutte contre la guerre et le fascisme.
En 1935, Robert Deloche s’installe à Joinville-le-Pont où il dirige la liste communiste aux élections municipales des 5 et 12 mai 1935. La liste recueille 690 voix de moyenne au premier tour et 1 152 au second grâce au désistement des socialistes ; elle a deux élus, dont lui-même. 
Il se présente aux élections législatives des 26 avril et 3 mai 1936 dans la 3e circonscription de Sceaux (Bry-sur-Marne, Champigny-sur-Marne, Nogent-sur-Marne, Le Perreux-sur-Marne). Il recueille au premier tour 3 900 voix sur 20 467 inscrits (19,1 %) et 18 228 votants. Au second tour il se désiste pour le socialiste SFIO Gaston Allemane qui avait obtenu 4 825 voix et est élu avec 9 807 voix contre 8 367 à Goy, député Républicain sortant.

## Militant communiste en Algérie
Robert Deloche fait une tournée de propagande en Algérie en 1934 puis au Maroc en juillet-août 1936. Il devient secrétaire adjoint de la section coloniale du Parti communiste français en octobre 1936, Il succède à la fin 1936 ou en 1937 à Jean Chaintron dit Barthel en tant qu’envoyé auprès du Parti communiste algérien (PCA) constitué en octobre 1936. Il est élu membre du bureau du Parti communiste algérien au deuxième congrès en septembre 1937. Au congrès du PCF tenu à Arles du 25 au 29 décembre 1937, Robert Deloche est rapporteur de la commission coloniale. 
Robert Deloche, est considéré comme étant « la véritable autorité du PCA avec pour rôle d’appliquer les directives du PCF ». Il accuse Albert Camus d’être trotskiste, ce qui conduit à l’exclusion de l’écrivain par le PCF à l’automne 1937. 
Il revient en France en 1938 et fait des tournées en Algérie en 1939.
Les articles de Robert Deloche publiés par les Cahiers du Bolchevisme et La Lutte sociale attaquent les mouvements nationalistes, notamment le Parti populaire algérien de Messali Hadj et le Néo-Destour tunisien.

## Dans la Résistance
Mobilisé le 27 août 1939 avec le grade de brigadier, il est libéré le 28 juillet 1940. Le conseil de préfecture l'a déchu de son mandat municipal le 9 février 1940 pour appartenance au Parti communiste. La police l'arrête le 4 août 1941 aux Établissements Chenard et Walcker de Gennevilliers où il travaillait. Il est interné au camp de Choisel, à Châteaubriant (Loire-Inférieure). À la suite d'une tentative d'évasion, Robert Deloche est transféré au camp de Voves (Eure-et-Loir). Il s'en enfuit dans la nuit du 18 au 19 juillet 1942, avec la complicité de son épouse, Marguerite Kundmann, résistante, agent de liaison des FTPF. 
Robert Deloche devient dès lors clandestin. Sa fille Hélène, juive par sa mère, est cachée à Joinville-le-Pont. 
Le 20 août 1944, à la tête d’un commando FTP, il investit la mairie de Joinville-le-Pont. À la Libération, il est commandant des FFI (Forces françaises de l'intérieur) et responsable de la région Paris-Est. Il conseille de nombreux résistants, dont Roger Belbéoch, qui entre dans la police à son instigation et deviendra ultérieurement maire-adjoint de Joinville-le-Pont.
Robert Deloche est décoré de la Croix de guerre au titre de la Résistance.

## Maire de Joinville-le-Pont
Désigné président de la délégation spéciale de Joinville-le-Pont à l'automne 1944, Robert Deloche est élu conseiller municipal en avril 1945 (9 communistes et apparentés, 3 CGT, 11 socialistes, 4 modérés), puis maire le 26 octobre 1945. Il est réélu le 19 octobre 1947. Il démissionne en mars 1953 et est remplacé par Amélie Trayaud.
Robert Deloche est nommé conseiller général de Saint-Maur-des-Fossés en 1945, puis élu conseiller du premier secteur de la Seine de 1945 à 1951. Il démissionne du conseil général pour « raisons de santé » en novembre 1951. 
Robert Deloche était secrétaire de la Région communiste Paris-Est du PCF. En décembre 1952, il est exclu pour « suffisance fractionnelle » et pour avoir fait montre « d'un train de vie au-dessus de ses moyens ». 
Robert Deloche repart en Algérie. En 1962 il devient membre du cabinet du ministre de l'Agriculture du premier gouvernement de l'Algérie indépendante. Il reste dans le pays jusqu'en 1971. Il prend sa retraite dans le midi de la France et meurt le 12 mai 1988 à Antibes (Alpes-Maritimes).
Son fils, Guy Deloche, est conseiller municipal (PCF) de Saint-Maur-des-Fossés (2001–2014). Sa fille, Hélène Robineau, née Deloche, est conseillère municipale (PCF) de Tremblay-en-France. 

### Sources
- Dictionnaire biographique du mouvement ouvrier français, dirigé par Jean Maitron, éditions de l’Atelier, 4e période (1914 - 1939).
- G. Blanc-Cesan, Les maires du Val-de-Marne, 983 maires, nommés, élus et délégués de 1800 à nos jours, Paris, Fédération des sociétés archéologiques et historiques de Paris et de l’Île-de-France, 1987, 400 pages.
- Base de données des maires de France, Maires GenWeb
- Deloche, Robert in Ville de Joinville-le-Pont : Joinville-le-Pont a 150 ans, 1981